# Yarshea
Yarshea — вимерлий рід гієнодонтових ссавців родини Indohyaenodontidae. Скам'янілості (2 колекції) знайдено в М'янмі. Описано 1 вид: Yarshea cruenta.